# والت كايل
والت كايل (بالإنجليزية: Walt Kyle)‏ هو لاعب هوكي الجليد أمريكي، ولد في 11 يونيو 1956 في واترلو في الولايات المتحدة.

## وصلات خارجية
- والت كايل على موقع EliteProspects.com (الإنجليزية)
- والت كايل على موقع HockeyDB.com (الإنجليزية)